# Marly-Gomont
Marly-Gomont és un municipi francès situat al departament de l'Aisne i a la regió dels Alts de França. L'any 2007 tenia 419 habitants.

## Demografia

### Població
El 2007 la població de fet de Marly-Gomont era de 419 persones. Hi havia 168 famílies de les quals 52 eren unipersonals (12 homes vivint sols i 40 dones vivint soles), 56 parelles sense fills, 52 parelles amb fills i 8 famílies monoparentals amb fills.
La població ha evolucionat segons el següent gràfic:
Habitants censats

### Habitatges
El 2007 hi havia 233 habitatges, 182 eren l'habitatge principal de la família, 33 eren segones residències i 18 estaven desocupats. 228 eren cases i 1 era un apartament. Dels 182 habitatges principals, 161 estaven ocupats pels seus propietaris, 18 estaven llogats i ocupats pels llogaters i 3 estaven cedits a títol gratuït; 3 tenien una cambra, 11 en tenien dues, 24 en tenien tres, 53 en tenien quatre i 91 en tenien cinc o més. 133 habitatges disposaven pel capbaix d'una plaça de pàrquing. A 94 habitatges hi havia un automòbil i a 66 n'hi havia dos o més.

### Piràmide de població
La piràmide de població per edats i sexe el 2009 era:
| Homes | Edats   | Dones |
| ----- | ------- | ----- |
| 0     | 95 o +  | 0     |
| 0     | 90 a 94 | 4     |
| 0     | 85 a 89 | 4     |
| 4     | 80 a 84 | 4     |
| 0     | 75 a 79 | 12    |
| 16    | 70 a 74 | 16    |
| 32    | 65 a 69 | 12    |
| 8     | 60 a 64 | 32    |
| 0     | 55 a 59 | 0     |
| 24    | 50 a 54 | 12    |
| 16    | 45 a 49 | 8     |
| 24    | 40 a 44 | 12    |
| 12    | 35 a 39 | 24    |
| 8     | 30 a 34 | 0     |
| 16    | 25 a 29 | 16    |
| 0     | 20 a 24 | 0     |
| 20    | 15 a 19 | 16    |
| 8     | 10 a 14 | 24    |
| 8     | 5 a 9   | 8     |
| 0     | 0 a 4   | 12    |

## Economia
El 2007 la població en edat de treballar era de 239 persones, 168 eren actives i 71 eren inactives. De les 168 persones actives 152 estaven ocupades (88 homes i 64 dones) i 16 estaven aturades (12 homes i 4 dones). De les 71 persones inactives 31 estaven jubilades, 16 estaven estudiant i 24 estaven classificades com a «altres inactius».

### Ingressos
El 2009 a Marly-Gomont hi havia 180 unitats fiscals que integraven 420 persones, la mediana anual d'ingressos fiscals per persona era de 15.511 €.

### Activitats econòmiques
Dels 22 establiments que hi havia el 2007, 1 era d'una empresa alimentària, 1 d'una empresa de fabricació d'altres productes industrials, 2 d'empreses de construcció, 3 d'empreses de comerç i reparació d'automòbils, 3 d'empreses de transport, 4 d'empreses d'hostatgeria i restauració, 1 d'una empresa d'informació i comunicació, 2 d'empreses de serveis, 4 d'entitats de l'administració pública i 1 d'una empresa classificada com a «altres activitats de serveis».
Dels 9 establiments de servei als particulars que hi havia el 2009, 1 era una oficina de correu, 1 taller de reparació d'automòbils i de material agrícola, 2 lampisteries, 1 perruqueria, 2 veterinaris i 2 restaurants.
Dels 3 establiments comercials que hi havia el 2009, 1 era una fleca, 1 una botiga de roba i 1 una botiga de material de revestiment de parets i terra.
L'any 2000 a Marly-Gomont hi havia 16 explotacions agrícoles que ocupaven un total de 765 hectàrees.

## Equipaments sanitaris i escolars
L'únic equipament sanitari que hi havia el 2009 era una farmàcia.
El 2009 hi havia una escola elemental.

## Poblacions més properes
El següent diagrama mostra les poblacions més properes.

## Marly-Gomont al cine i a la música
El 2006 raper Kamini Zantoko va popularitzar el seu poble de la infantesa al fer la cançó Marly-Gomont La infantesa d'aquest raper va inspirar la pel·lícula de 2016 Bienvenue À Marly-Gomont (traduïda al castellà com El médico africano) dirigida per Julien Rambaldi i protagonitzada per Marc Zinga, que és la història del pare de Kamini.